# Léon Cogniet
Léon Cogniet (ur. 29 sierpnia 1794 w Paryżu, zm. 20 listopada 1880 tamże) – francuski malarz akademicki i pedagog.

## Życiorys

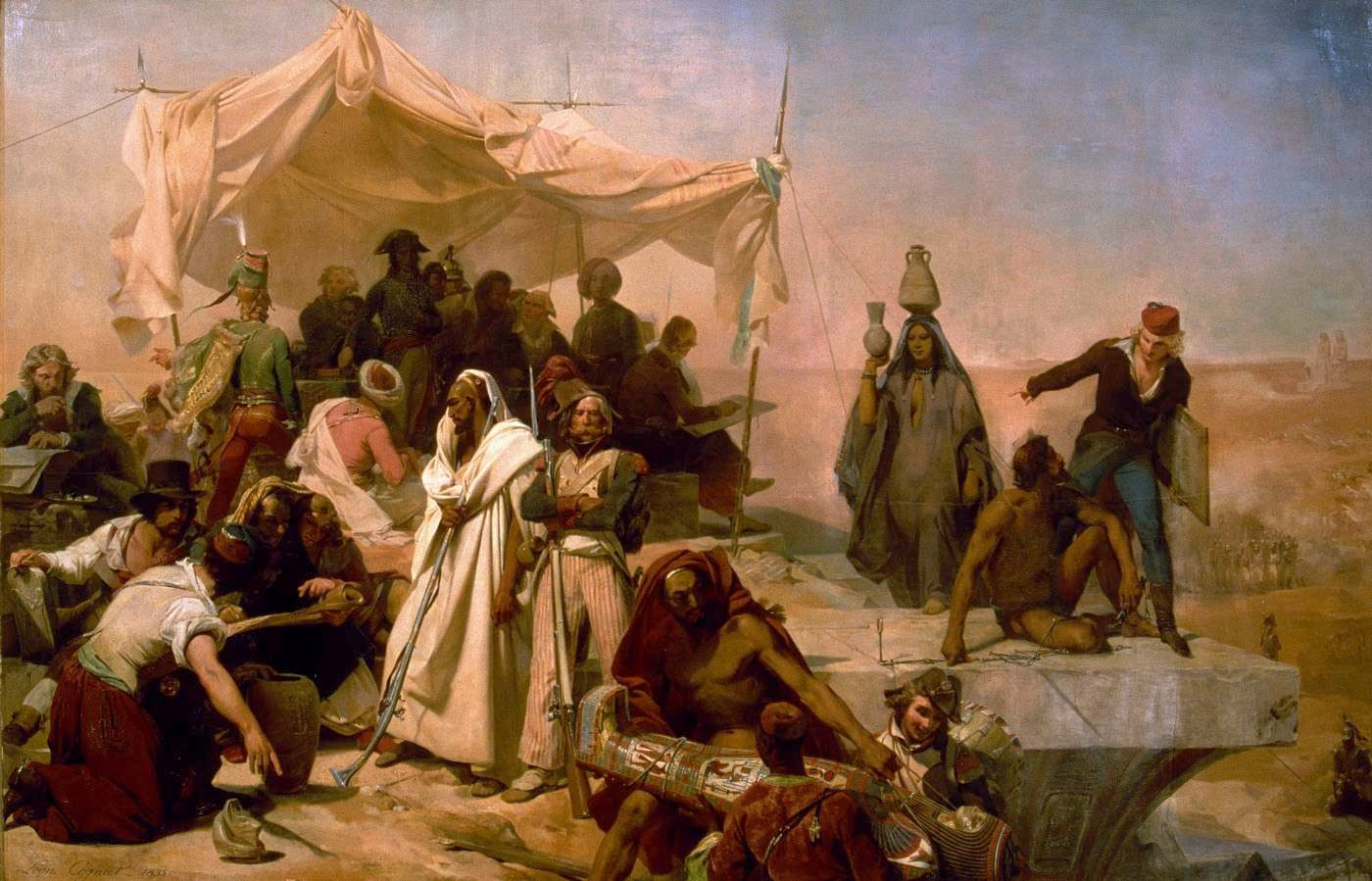
Egipska ekspedycja, 1835

W roku 1812 zaczął studia na École des Beaux-Arts w Paryżu, gdzie studiował pod kierunkiem Pierre-Narcisse Guérina, a w tym samym czasie kształcili się tam również Delacroix i Géricault. W latach (1817–1822) mieszkał w Villa Medici.
Malował portrety, sceny z historii starożytnej, jak Mariusz na gruzach Kartaginy i współczesnej jak np. Polski chorąży: Paryż 1814 oraz dzieła religijne np. Rzeź niewiniątek, Anioł obwieszczający Magdalenie zmartwychwstanie Chrystusa. Romantyczne motywy można dostrzec w jego dziełach powstałych pod wpływem Ivanhoe Scotta. W roku 1817 zdobył nagrodę Prix de Rome. W 1865 otrzymał Pour le Mérite za Naukę i Sztukę.
Wśród jego licznych uczniów byli: Jean-Paul Laurens, Léon Bonnat, Jean-Louis-Ernest Meissonier, Henryk Rodakowski i Jules Joseph Lefebvre, Louis-Ernest Barrias, Pierre Auguste Cot, Alfred Dedreux, Alfred Dehodencq, Armand Gautier, Evariste Vital Luminais, Raimundo de Madrazo y Garreta, Anna Lea Merritt, Charles Louis Lucien Muller, Dominique Louis Papety, Tony Robert-Fleury i Marcel Briguiboul.